# انقلاب 1809
انقلاب 1809 أو ثورة 1809 هي انتفاضة ضد غوستاف الرابع أدولف ملك السويد، تم تنفيذ الانقلاب من قبل مجموعة من كبار الضباط والمسؤولين، يُطلق عليهم غالبًا بـ "رجال 1809"، كانت خلفية الانقلاب هي الهزيمة العسكرية في الحرب الفنلندية والاستياء المتزايد من الطريقة الاستبدادية التي يتم بها حكم البلاد.
وكانت النتيجة خلع الملك وإلغاء الدستور 1772 وقانون الاتحاد والأمن الصادر عن الريكسداغ في عام 1789، وبدلاً من ذلك تم صياغة دستور جديد، أدى الانقلاب إلى صعود عائلة برنادوت إلى سدة عرش السويد لاحقاً.

## الخلفية
أدى استياء واسع من السياسات الخارجية لغوستاف الرابع أدولف والتي كانت المناهضة لفرنسا النابليونية إلى احتلال فرنسا وروسيا لأخر ممتلكات السويد القارية في بوميرانيا السويدية وكذلك فنلندا على التوالي، وبالإضافة إلى ذلك كان في حالة حرب مع الدنمارك المجاورة وبذلك تمركز قواته في الأجزاء الغربية من البلاد، إلا أن السبب الرئيسي كان هو عدم الرضا عن الاستبداد، بحيث كانت كل من القوى الأخرى الأكثر ليبرالية والتي أرادت نفوذًا شعبيًا أوسع مع النبلاء الذين أرادوا أن يكونوا قادرين على التصرف بحرية دون الاعتماد على ولاء الملك، تم استغلال الضعف السياسي لعام 1809 من أجل التغيير.
الشيء الذي جعل الاستياء أكثر حدة هو خطة غوستاف الرابع أدولف لفرض أجور حرب مرتفعة على الشعب، والذي سيشعر به جميع السكان ماليًا تقريبًا، وكما تسارع التدخل ضد الملك بسبب شائعات مفادها أن السويد ستنقسم بين روسيا والدنمارك.

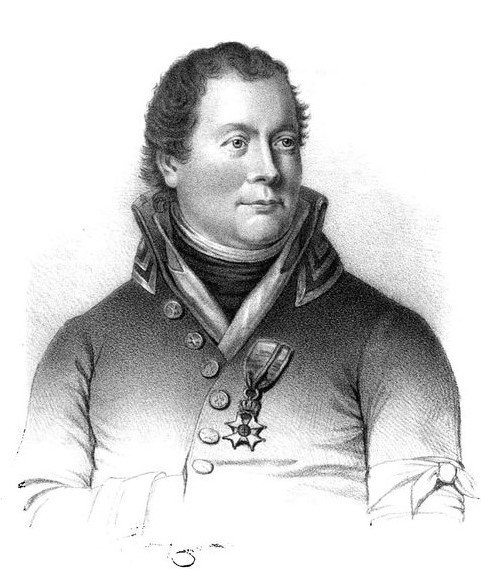
زعيم الاسمي لانقلابين غيورغ أدلرسبار.

نظرًا لعدم تفاهم بين المتآمرين في العاصمة، قرر أحد المتآمرون اتخاذ الخطوة الأولى، وبدأ بالانقلاب في 7 مارس 1809 من خلال توزيع بيان الثورة المطبوع، حيث تم حث المواطنين على الالتفاف نحوهم في الكفاح من أجل إنقاذ السويد، وذكر البيان أنه بسبب عجز الملك غوستاف الرابع أدولف، أصبحت السويد تنهار وأن القوى العظمى كانت تنوي تقسيمها فيما بينها، وقد تقرر ذلك في اتفاقية إرفورت في عام 1808، كان من المقرر أن تستولي روسيا على الجزء الشمالي من السويد بما في ذلك فنلندا وصولاً إلى نهر موتالا، بينما تحصل الدنمارك على الأجزاء الجنوبية المتبقية بما في ذلك المقاطعات الدنماركية السابقة في سكونا، بليكينج وهالاند بالإضافة إلى مقاطعة بوهوسلان النرويجية السابقة، تم قيادة الانقلاب بجيش الغربي من فارملاند والذي بدأ بالسير نحو العاصمة، وبعد خمسة أيام من بدء الثورة علم الملك باقتراب الجيش الغربي، وفي 12 مارس صدر إعلان موقع بخصوص التمرد الذي اندلع في فارملاند، بحيث وأدان فيه التمرد وذكّر بالعقوبة الشديدة سيتعرض لها المتمردون، أي عقوبة الإعدام.
قرر غوستاف الرابع أدولف السفر نحو سكونا في 13 مارس لطلب الدعم من جيشه هناك الذي كان يقوده جنراله المخلص يوهان كريستوفر تول، ولكن فجأةً دخلت مجموعة من النبلاء وقاموا باعتقال الملك في قصر ستوكهولم، وخلال الليل تم نقله كسجين حكومي إلى دروتنينغهولم، ومن هناك نقل لاحقاً إلى غريبسهولم.
أدت الإطاحة بالدولة ومن بين أمور أخرى إلى حرمان الملك والملكة وورثتهما من تاج السويد إلى الأبد، وفي 29 مارس تنازل غوستاف أدولف عن العرش، وفي 10 مايو أعلن الريكسداغ خلعه، وكما تم استبعاد ابنه غوستاف من الخلافة، مما أدى إلى احتجاجات أنصارهم، وبدلاً من ذلك انتقل العرش إلى عمه الدوق كارل، تم تجريد الملك والملكة وولي العهد وأبناء العائلة المالكة الآخرين من جنسيتهم السويدية وتم طردهم من السويد إلى الأبد، وفي ديسمبر 1809 غادر غوستاف أدولف وعائلته السويد، توفي غوستاف الرابع أدولف في المنفى بسويسرا عام 1837، كما توفي ولي عهده أيضًا في المنفى.
بما أن الملك الجديد كارل الثالث عشر مسن وليس لديه أبناء، أصبح مسألة ورثة العرش صعباً، وخاصة بعد استعباد غوستاف أدولف وذريته من الخلافة، وفي 18 يوليو 1809 وقع الاختيار على الأمير الدنماركي-النرويجي كارل أوغست على رأس ورثة العرش، إلا أنه توفي بشكل غير متوقع في 28 مايو 1810، قبل الملك، كان هُناك الاقتراح بانتخاب شقيقه كوريث العرش، إلا أن بعد شهرين حدث شيء غريب، بحيث تم اختيار رجل عسكري ونبيل فرنسي أمير بونتيكورفو جان بابتيست برنادوت كوريث للعرش مرضاةً لنابليون بونابرت، بحيث اعتبر جان بابتيست عديل جوزيف بونابرت شقيق نابليون الأكبر، وأصبح لاحقاً الوصي على العرش ثم الملك منذ 1818 مؤسساً أسرة ملكية استمرت حتى يومنا هذا.